# You Are the Only One (låt av Ivan Mikulić)
You Are the Only One är en låt framförd av Ivan Mikulić. Den är skriven av Mikulić själv i samarbete med Vedran Ostojić och Duško Gruborović.
Låten var Kroatiens bidrag i Eurovision Song Contest 2004 i Istanbul i Turkiet. I semifinalen den 12 maj slutade den på nionde plats med 72 poäng vilket kvalificerade bidraget för finalen den 15 maj. Där slutade det på tolfte plats med 50 poäng.